# Pickardinella
Pickardinella is een monotypisch geslacht van spinnen uit de  familie van de Tetragnathidae (Strekspinnen).

## Soort
- Pickardinella setigera Pickard-Cambridge, 1903